# Ante Jurić
Ante Jurić (Canberra, 11 novembre 1973) è un allenatore di calcio, ex calciatore e giocatore di beach soccer australiano, di ruolo difensore, tecnico del Sydney FC femminile.

## Carriera

### Giocatore

#### Club
Jurić cominciò la carriera con la maglia del Canberra Deakin. Giocò poi per i Melbourne Knights, per i Fawkner Blues, per il Sydney Olympic, per il Benfica Castelo Branco, per i Canberra Cosmos e per l'APIA Leichhardt, prima di tornare al Sydney Olympic.
Dopo un'altra esperienza all'APIA Leichhardt e un'altra ancora al Sydney Olympic, passò ai norvegesi del Molde. Esordì nella Tippeligaen in data 12 agosto 2001, subentrando a Magne Hoseth nella sconfitta per 4-3 contro il Bryne.
Tornò poi al Sydney Olympic, dove rimase dal 2001 al 2004, fatta eccezione per una parentesi con i malesi dello Johor nel 2003. Tornò ancora in Malaysia nel 2005, per militare nelle file del Pahang. Nel 2007 tornò in patria, per giocare prima nel Sydney United e poi nel Penrith Nepean United.

#### Nazionale
Jurić partecipò al campionato mondiale Under-20 1993 con la Nazionale di categoria. Nel 2002, giocò 4 partite per la Nazionale maggiore, segnando anche una rete.

### Allenatore
Nel 2009, diventò allenatore del Penrith Nepean United.

### Beach Soccer
Dal 2009 ha intrapreso l'attività di giocatore di beach soccer giocando assieme ad un altro ex calciatore australiano, David Zdrilić.

## Statistiche

### Cronologia presenze e reti in nazionale
| Cronologia completa delle presenze e delle reti in nazionale ― Australia | Cronologia completa delle presenze e delle reti in nazionale ― Australia | Cronologia completa delle presenze e delle reti in nazionale ― Australia | Cronologia completa delle presenze e delle reti in nazionale ― Australia | Cronologia completa delle presenze e delle reti in nazionale ― Australia | Cronologia completa delle presenze e delle reti in nazionale ― Australia | Cronologia completa delle presenze e delle reti in nazionale ― Australia | Cronologia completa delle presenze e delle reti in nazionale ― Australia |
| Data                                                                     | Città                                                                    | In casa                                                                  | Risultato                                                                | Ospiti                                                                   | Competizione                                                             | Reti                                                                     | Note                                                                     |
| ------------------------------------------------------------------------ | ------------------------------------------------------------------------ | ------------------------------------------------------------------------ | ------------------------------------------------------------------------ | ------------------------------------------------------------------------ | ------------------------------------------------------------------------ | ------------------------------------------------------------------------ | ------------------------------------------------------------------------ |
| 8-7-2002                                                                 | Auckland                                                                 | Australia                                                                | 11 – 0                                                                   | Nuova Caledonia                                                          | Coppa d'Oceania 2002 - 1º turno                                          | 1                                                                        |                                                                          |
| 10-7-2002                                                                | Auckland                                                                 | Australia                                                                | 8 – 0                                                                    | Figi                                                                     | Coppa d'Oceania 2002 - 1º turno                                          | -                                                                        |                                                                          |
| 12-7-2002                                                                | Auckland                                                                 | Australia                                                                | 2 – 1 dts                                                                | Tahiti                                                                   | Coppa d'Oceania 2002 - Semifinale                                        | -                                                                        |                                                                          |
| 14-7-2002                                                                | Auckland                                                                 | Nuova Zelanda                                                            | 1 – 0                                                                    | Australia                                                                | Coppa d'Oceania 2002 - Finale                                            | -                                                                        |                                                                          |
| Totale                                                                   |                                                                          | Presenze                                                                 | 4                                                                        |                                                                          | Reti                                                                     | 1                                                                        |                                                                          |